# Powitanie z Afryką
Powitanie z Afryką – polski miniserial dokumentalny wyprodukowany przez Telewizję Polską w 1997 roku. Zrealizowanych zostało 5 odcinków, z których każdy trwał ok. 15 minut. Program przedstawiał najciekawsze miejsca w Tunezji, a także życie mieszkańców i kulturę tego państwa.

## Twórcy
Przy produkcji tego miniserialu pracowały następujące osoby:
- Realizacja i komentarz - Anna Teresa Pietraszek
- Zdjęcia - Sławomir Woźniak
- Muzyka - Jerzy Adam Nowak
- Dźwięk - Józef Łyczkowski
- Montaż - Mirosław Jabłoński
- Współpraca, w tym konsultacja - Elżbieta Misiak, Celina Kuzak
- Kierownictwo produkcji - Witold Będkowski
- Lektor - Ksawery Jasieński